# Alpes Uri-Glaroneses
Os Alpes Uri-Glaroneses (em italiano:  Alpi Urano-Glaronesi') é um maciço montanhoso que faz parte dos Alpes Ocidentais na sua secção dos Alpes Glaroneses e se encontram  no  Cantão de Uri e no Cantão de Glaris na Suíça. O ponto mais alto é o  Oberalpstock  com 3.328 m.

## Situação
A Norte com os Pré-Alpes de Schwyz e de Uri, a Leste os Alpes de Glaris, a Sul os Alpes do Monte Leone e do São Gotardo,  e a Oeste os Alpes Uraneses separado dele  pelo Rio Reuss.
À sua volta encontra-se o Passo do Oberalp, Andermatt, o Rio Reuss, a cidade de Muotathal, o Passo do Pragel, o Lago de Klöntal, a cidade de Glarona, o Rio Linth, e o chamado Rio Reno Anterior.

## SOIUSA
A Subdivisão Orográfica Internacional Unificada do Sistema Alpino (SOIUSA) criada em 2005, dividiu os Alpes em duas grandes partes:Alpes Ocidentais e Alpes Orientais, separados pela linha formada pelo  Rio Reno - Passo de Spluga - Lago de Como - Lago de Lecco.
Os Alpes Glaroneses são formados pelos Alpes Uri-Glaroneses, e  pelos Alpes de Glaris.

### Classificação  SOIUSA
Segundo a SOIUSA este acidente orográfico é uma Sub-secção alpina  com as seguintes características
- Parte = Alpes Ocidentais
- Grande sector alpino = Alpes Ocidentais-Norte
- Secção alpina = Alpes Glaroneses
- Sub-secção alpina =  Alpes Uri-Glaroneses
- Código = I/B-13.II

## Imagens

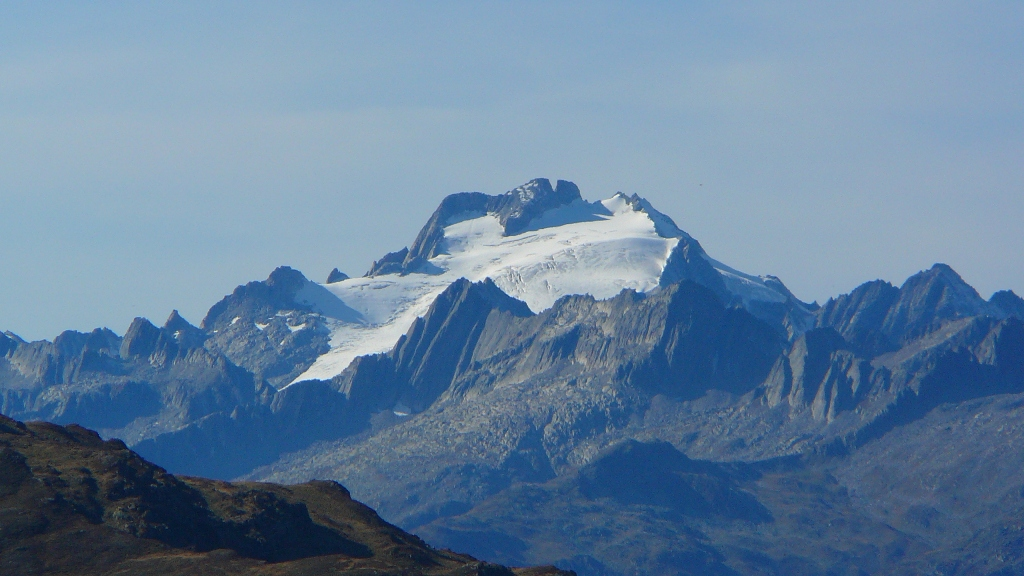
O Oberalpstock